# Cithaeronidae
Cithaeronidae är en familj av spindlar. Cithaeronidae ingår i ordningen spindlar, klassen spindeldjur, fylumet leddjur och riket djur. Enligt Catalogue of Life omfattar familjen Cithaeronidae 6 arter. 
Kladogram enligt Catalogue of Life:
| Cithaeronidae | \| \| Cithaeron \| \| \| \| \| \| Inthaeron \| \| \| \| |
|               | \| \| Cithaeron \| \| \| \| \| \| Inthaeron \| \| \| \| |
|               | Cithaeron                                               |
|               |                                                         |
|               | Inthaeron                                               |
|               |                                                         |